# Concordato di Worms
Il Concordato di Worms, noto anche come Pactum Calixtinum, fu un patto stipulato a Worms (in Germania) il 23 settembre 1122 fra il sovrano del Sacro Romano Impero Enrico V di Franconia e il papa Callisto II. L'accordo sancì la fine della lotta per le investiture.

## Il concordato
Callisto II stabilì delle precise regole in materia di investiture ecclesiastiche, ponendo quindi fine alla cosiddetta "lotta per le investiture", iniziata cinquant’anni prima (1073) tra Gregorio VII e l'imperatore Enrico IV. In base ai termini dell'accordo, l'imperatore rinunciava al diritto di investire i vescovi dell'anello e del bastone pastorale, simboli del loro potere spirituale, riconoscendo solo al Pontefice tale funzione, e concedeva che in tutto l'impero l'elezione dei vescovi fosse celebrata secondo i canoni e che la loro consacrazione fosse libera.
Il papa, a sua volta, riconosceva all'imperatore il diritto, in Germania, di essere presente alle elezioni episcopali, purché compiute senza simonia né violenza (e anzi come garante del diritto e sostenitore del vescovo metropolitano), e di investire i prescelti dei loro diritti laici (cioè i diritti feudali). Inoltre, sempre e soltanto in Germania, l'investitura feudale precedeva quella episcopale. In Italia e in Borgogna, invece, avveniva il contrario: era la consacrazione episcopale a precedere quella feudale, con un intervallo massimo di sei mesi.
Questa difformità di regole ebbe come conseguenza che, mentre in Germania gli eventuali contrasti insorti tra l'episcopato e l'imperatore venivano risolti attraverso la mediazione dei vescovi metropoliti e dei loro suffraganei, nei "regni" d'Italia e di Borgogna, in cui quelle figure intermedie venivano molto depotenziate, il rapporto tra l'episcopato e la Santa Sede era diretto, per cui i pontefici potevano intervenire in prima persona in tutti i casi di elezioni contrastate.
Ciò significava che dove c'era un regime di "governo" imperiale si votava dapprima l'imperatore e viceversa nei luoghi dove vigeva il governo ecclesiastico. Logica conseguenza del concordato di Worms fu la convocazione di un concilio ecumenico. L'ultimo concilio si era svolto tre secoli prima a Costantinopoli; il nuovo si tenne a Roma in Laterano e fu il primo concilio celebrato in Occidente (il nono della storia).
Le disposizioni del concordato segnarono il riconoscimento dell'autonomia del papato nei confronti del potere imperiale.

## Testi del Concordato[2]
Per quanto riguarda i beni di tutte le altre chiese, dei principi e di altre persone ecclesiastiche o laiche, perduti durante questa guerra, se sono in mio possesso li restituisco secondo il consiglio dei principi e con ogni giustizia; diversamente mi adopererò con ogni diligenza affinché siano restituiti. Assicuro una vera pace al signor papa Callisto, alla Santa Chiesa romana ed a tutti i suoi sostenitori. Tutte le volte che la Santa Chiesa romana invocherà il mio aiuto, la soccorrerò fedelmente e cercherò di farle conseguire piena giustizia ogni qualvolta me lo chiederà»
(Testo imperiale)
Nelle altre parti dell'impero il consacrato riceverà da te le regalie con lo scettro entro sei mesi e farà verso di te i doveri a cui è obbligato secondo il diritto, a eccezione di tutto ciò che appartiene alla Chiesa romana. Per tutto ciò di cui ti lamenterai con me chiedendomi aiuto, io ti darò soddisfazione secondo il dovere della mia carica. Do la vera pace a te e a tutti quelli che sono dalla tua parte o lo sono stati al tempo di questa lite.»
(Testo papale)